# Santa Catarina Barahona
Pour les articles homonymes, voir Santa Catarina (homonymie).
Santa Catarina Barahona est une ville du Guatemala dans le département de Sacatepéquez.